# Trawnikowiec pospolity
Trawnikowiec pospolity (Zora spinimana) – gatunek pająka z rodziny trawnikowcowatych. Zamieszkuje palearktyczną Eurazję od Półwyspu Iberyjskiego po Wyspy Japońskie.

## Taksonomia
Gatunek ten opisany został po raz pierwszy w 1833 roku przez Carla Jakoba Sundevalla pod nazwą Lycaena spinimana. W 1847 roku nazwa rodzajowa Lycaena została ze względu na bycie młodszym homonimem zastąpiona przez Carla Ludwiga Kocha nazwą Zora, a omawiany gatunek wyznaczony typowym dla tego rodzaju.

## Morfologia
Samce osiągają od 3,7 do 5,1 mm długości ciała przy karapaksie długości od 1,8 do 2,3 mm i szerokości od 1,5 do 1,8 mm, natomiast samice osiągają od 4,3 do 6,5 mm długości ciała przy karapaksie długości od 1,8 do 2,6 mm i szerokości od 1,5 do 2 mm.
Ubarwienie karapaksu jest żółtobrązowe z dwoma zaczynającymi się od oczu pary tylno-bocznej, ciemnobrązowymi przepaskami podłużnymi węższymi niż jaśniejsze obszary po bokach i równie szerokimi co jaśniejszy obszar pośrodku lub węższymi także od niego. Brzegi karapaksu są ciemnobrązowe. Nadustek nie odbiega wysokością od średnicy oczu pary przednio-środkowej. Jasnobrązowe szczękoczułki mają na przedzie ciemniejsze linie. Bladobrązowe sternum ma sześć czekoladowych kropek przy krawędziach. Odnóża mają uda żółtawobrązowe z brązowymi kropkami, a w przypadku dwóch początkowych par także z ciemnobrązowymi paskami podłużnymi. Dalej odnóża stopniowo ciemnieją, przybierając odcień czekoladowy. Kolejność par odnóży od najdłuższej do najkrótszej to: IV, I, II, III. Pary pierwsza i druga mają siedem kolców na goleniach i trzy pary kolców na nadstopiach. Czwarta para u samca odznacza się gęsto upakowanymi, krótkimi i grubymi włoskami na biodrach. Opistosoma (odwłok) ma wierzch żółtawobrązowy z brązowo obramowanym znakiem lancetowatym pośrodku przodu oraz brązowym nakrapianiem z tyłu, boki jasnobrązowe do brązowawych, a spód brązowawy z żółtawobrązowym owłosieniem.
Płytka płciowa samicy ma małą bruzdę, trójkątny z przodu i wąski w tyle przedsionek, umieszczone przednio otwory kopulacyjne, lekko zakrzywione przewody kopulacyjne oraz okrągłe, większe od bruzdy zbiorniki nasienne. Nogogłaszczki samca są żółtawobrązowe z ciemnobrązowym bulbusem. Cechują się cymbium z białymi włoskami i z kilkoma makroszczecinkami na szczycie, apofizą retrolateralną o szerokiej nasadzie i zakrzywionej ze skręconym szczytem części odsiebnej, długą i S-kształtnie wykrzywioną apofyzą medialną, cienkim i błoniastym konduktorem oraz embolusem o wyprostowanym wierzchołku.

## Biologia i ekologia
Pająk ten zasiedla lasy, zarośla, wrzosowiska, bagna, torfowiska, parki i ogrody. Wykazuje preferencję do stanowisk wilgotnych i zadrzewionych. Bytuje na glebie, w ściółce i wśród mchów. Wędrujące osobniki dorosłe obu płci spotykane są przez cały rok; zimą wchodzą w skład fauny naśnieżnej. Aktywnie polują na drobne bezkręgowce, w tym dorosłe owady, larwy i pajęczaki.
Zapłodniona samica konstruuje z przędzy biały, soczewkowaty kokon o częściowo pergaminowej fakturze, zaopatrzony w kulistą komorę wewnętrzną, w której znajduje się od 20 do 35 żółtawobiałych, nieposklejanych jaj. Kokon ten często przyczepiany jest do spodniej strony opadłego liścia lub kamienia.

## Rozprzestrzenienie
Gatunek palearktyczny o rozmieszczeniu eurosyberyjskim. W Europie znany jest z Portugalii, Hiszpanii, Irlandii, Wielkiej Brytanii, Francji, Belgii, Holandii, Luksemburga, Niemiec, Szwajcarii, Liechtensteinu, Austrii, Włoch, Danii, Szwecji, Norwegii, Finlandii, Estonii, Litwy, Polski, Czech, Słowacji, Węgier, Białorusi, Ukrainy, Rumunii, Bułgarii, Słowenii, Chorwacji, Czarnogóry, Serbii, Albanii, Macedonii Północnej, Grecji i europejskiej części Rosji. W Azji podawany jest z syberyjskiej i dalekowschodniej części Rosji, Turcji, Gruzji, Azerbejdżanu, Azji Środkowej (w tym Kazachstanu), Iranu, Chin i Japonii.